# Kortnäbbad delfin
Kortnäbbad delfin eller Frasers delfin (Lagenodelphis hosei) är en art i familjen delfiner och den enda arten i släktet Lagenodelphis. Den upptäcktes först 1956.

## Kännetecken
Enligt uppskattningar som härrör från mätningar av några dussin exemplar når denna art en kroppslängd av maximalt 2,7 meter och en vikt av maximalt 210 kg. I jämförelse med andra delfiner har denna art en kort nos, korta bröstfenor, en kort ryggfena samt en kort stjärtfena. Djurets rygg är svart- eller gråaktig och buken är vit med drag till rosa. Från huvudet till svansroten finns en vit strimma som på vägen bakåt blir bredare och mera otydlig. Under den vita strimman finns en svart strimma som går i två grenar från nosen till analöppningen respektive från nosen till bukfenorna. Kortnäbbad delfin har i varje käkhalva 34 till 44 tänder.

## Utbredning
Det är inte mycket känt om utbredningsområdets gränser. Arten finns framförallt i öppna havsområden i södra Indiska oceanen samt i Stilla havet. Det första levande exemplaret hittades i havet kring Borneo vid delstaten Sarawak. Kring Filippinerna är många iakttagelser dokumenterade.
I Atlanten upptäcktes kortnäbbad delfin 1976 nära Västindien och 1986 hittades 17 skallar vid Floridas kustlinje. Det hittills enda europeiska fyndet dokumenterades 1984 vid Bretagnes kustlinje. Där observerades 30 individer och av dem hamnade 11 på stranden. Denna observation var även den nordligaste i historien. Det finns unga uppgifter om möjliga vandringar och inte heller om regionala differenser eller underarter.

## Status
Större jakt på kortnäbbad delfin är inte dokumenterad men ibland hamnar de som bifångst i fisknät. Jakt i mindre omfång utövas bara av befolkningen från Små Antillerna, Indonesien och Sri Lanka. Mellan 1974 och 1975 fångades 16 individer för att hållas i fångenskap men tio exemplar dog inom loppet av 45 dagar och de andra släpptes åter fria.
Trots att tillfredsställande data om artens population är saknas listas kortnäbbad delfin i appendix II i Washingtonkonventionen (CITES) som ger djuret internationellt skydd. Det antas att arten är mera sällsynt än andra delfiner och att den bara i avgränsade regioner förekommer i större antal.

## Levnadssätt
Kortnäbbad delfin lever huvudsakligen pelagiskt. Undersökningar i närheten av Sydafrika visade att dessa djur vistas i havsområden med över 1000 meter vattendjup. Strandningar visar däremot att kortnäbbad delfin även simmar till kustregioner när den letar efter föda.
Födan består av olika slags fiskar, bläckfiskar och kräftdjur. Bytesdjuren hittas vanligen under natten i zoner som ligger mellan vattenytan och 250 till 500 meters djup.
Arten lever socialt i flockar som ofta består av 60 till 80 individer. Ibland bildas större grupper med upp till 2500 exemplar. I flera fall simmar de tillsammans med andra mindre valar, främst med arten Rissos delfin (Grampus griseus). Som naturliga fiender förväntas, liksom för andra mindre delfiner, hajar och späckhuggare. Direkta bevis för denna hypotes finns inte.

### Fortplantning
På grund av forskningar på djurets könskörtlar och urogenitala systemet antas att kortnäbbad delfin når sin könsmognad efter cirka sju år när djuret ungefär är 2,3 meter långt. Inget är känt om möjliga parningstider eller dräktighetens längd.
Ungdjur är vid födelsen troligtvis 80 centimeter långa. Det minsta exemplaret hade en längd av 85 centimeter och bar fortfarande en del av navelsträngen.

## Systematik
Arten upptäcktes så sent som 1956 och fyndet var bara en skalle som idag är utställd vid Natural History Museum i London. Francis Charles Fraser som beskrev arten för första gången kom underfund med att skallen tillhör ett dittills okänt släkte. På grund av likheter med den vanliga delfinen (Delphinus delphis) och släktet Lagenorhynchus fick den nya arten släktnamnet Lagenodelphis.
Nyare undersökningar visade att artens närmaste släktingar finns i släktet Stenella.